# Oltre l'oceano
Pour plus de détails, voir Fiche technique et Distribution.
Oltre l'oceano est un film dramatique italien réalisé par Ben Gazzara et sorti en 1990.

## Fiche technique
- Titre original italien : Oltre l'oceano[1] (litt. « De l'autre côté de l'océan »)
- Réalisation : Ben Gazzara
- Scénario : Ben Gazzara, Anthony Foutz
- Photographie : Stefano Coletta (it), Franco Di Giacomo
- Musique : Luigi Ceccarelli
- Décors : Gianni Giovagnoni
- Production : Augusto Caminito
- Société de production : Rete Italia
- Pays de production :  Italie
- Langue originale : italien, anglais
- Format : couleurs - son Dolby - 35 mm
- Genre : Drame
- Durée : 97 minutes
- Dates de sortie : 
  - France : 17 mai 1990 (Semaine de la critique au Festival de Cannes 1990)[2]

## Distribution
- Ben Gazzara : John Tana
- Rebecca Glenn : Marissa
- Peter Riegert : Eric
- Treat Williams : Robert Laidlow
- Jill Clayburgh : Ellen
- Sergio Rubini
- Helena Michell